# 格魯布湖
47°29′37″N 11°14′51″E / 47.49361°N 11.24750°E

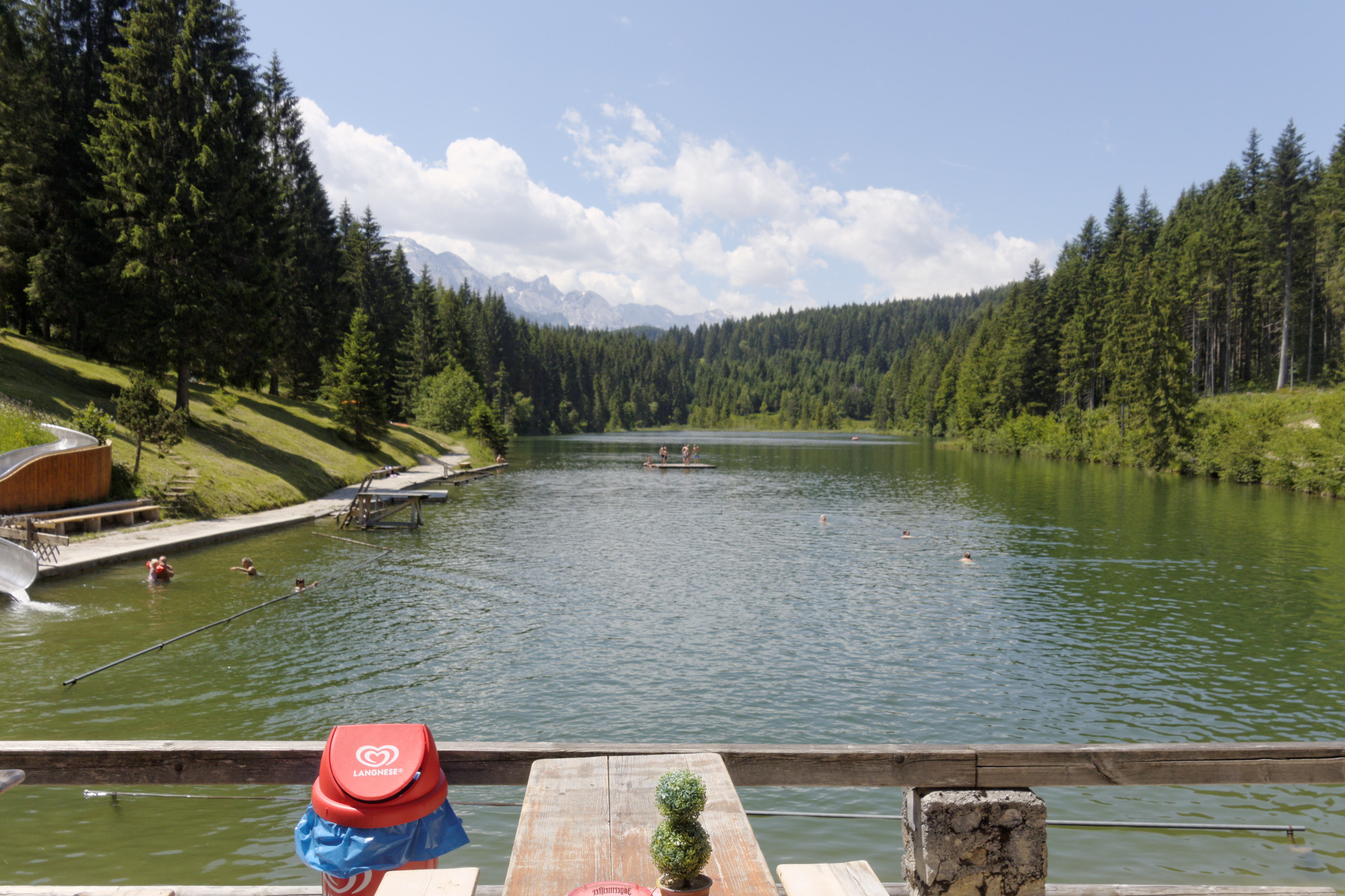

格魯布湖（德語：Grubsee），是德國的湖泊，位於該國東南部，由巴伐利亞州負責管轄，處於加米施-帕滕基興縣，長0.5公里、寬0.03公里，面積4平方公里，最大水深8米。